# Гасанализаде, Бахтияр Бейгулу оглы
Бахтияр Бейгулу оглы Гасанализаде (азерб. Həsənəlızadə Bəxtiyar Bəyqulu oğlu; 29 декабря 1992, Баку) — азербайджанский футболист, защитник клуба «Сабах» и сборной Азербайджана.

## Клубная карьера
Бахтияр Гасанализаде является воспитанником клуба азербайджанской Премьер-Лиги ФК «Сумгаит», в составе которого выступает с 2011 года. Играет под номером 92.
Начинавший свои выступления с дублирующего состава футболист, в июне 2012 года переходит в основной состав сумгаитцев и подписывает с клубом двухлетний контракт.

### Чемпионат
| № | Сезон       | Клуб      | Лига         | Игр | Минут | Голов |
| - | ----------- | --------- | ------------ | --- | ----- | ----- |
| 1 | 2011 / 2012 | «Сумгаит» | Премьер-лига | 3   | 1203  | 0     |
| 2 | 2012 / 2013 | «Сумгаит» | Премьер-лига | 13  | 1050  | 0     |
| 3 | 2013 / 2014 | «Сумгаит» | Премьер-лига | 16  | 2355  | 0     |

### Кубок
Будучи игроком ФК «Сумгаит» провел в Кубке Азербайджана одну игру.
| № | Дата           | Раунд                    | Клуб   | Соперник  | Лига         | Итог  |
| - | -------------- | ------------------------ | ------ | --------- | ------------ | ----- |
| 1 | 4 декабря 2013 | Второй раунд, 1/8 финала | «Баку» | «Сумгаит» | Премьер-лига | 2 : 1 |